# Maxillaria variabilis
Maxillaria variabilis, es una orquídea de flores pequeñas y con variaciones de color (de ahí su nombre: variable). Es encontrada desde México a Panamá y probablemente Guyana.

## Descripción
Flores de unos 2 cm con variaciones de color que van desde el amarillo pálido hasta el rojo intenso, con una mancha de apariencia húmeda de color rojo o vino en el interior del labelo. Tiene pseudobulbos ovoides, de unos 2 cm de alto unidos por un rizoma largo que al cabo del tiempo hace que la planta cuelgue. Presenta una hoja única de hasta 25 cm de largo, flexible, verde brillante, e inflorescencias individuales en la base de los brotes más recientes, sus flores pueden estar presentes durante todo el año pero principalmente de invierno a primavera.

## Hábitat
Es terrestre, litófita o epifita en Bosque nubosos y encinares húmedos en alturas que van desde los 500 a los 2500 metros sobre el nivel del mar.